# Albert Brodnicki
Albert Brodnicki (ur. 1830, zm. po 1875) – rosyjski architekt polskiego pochodzenia.

## Życiorys
W latach 1845–1852 studiował w Instytucie Technologicznym w Petersburgu, a następnie otrzymał uprawnienia inżyniera prac publicznych i projektanta dróg. W 1852 otrzymał pracę jako asystent architekta guberni jekaterynosławskiej, od lutego do kwietnia 1860 pełnił obowiązki naczelnego architekta guberni. W maju 1861 decyzją głównego urzędu budowy dróg i obiektów użyteczności publicznej został przeniesiony ze stanowiska asystenta na architekta budowy dróg i obiektów publicznych. W styczniu 1865 awansował na stanowisko architekta guberni Jekaterynosławskiej, jego poprzednik Andriej Dostojewski stwierdził wówczas, że Brodnicki został jednym z najmłodszych architektów gubernialnych w Rosji. Prawdopodobnie to było przyczyną napiętych stosunków z przywódcą gubernialnego związku szlacheckiego i nowym gubernatorem kontradmirałem G. Vevel von Kriegerem. W 1875 Albert Brodnicki przeszedł na emeryturę.
Jego syn Leonid ur. 1864, po ukończeniu w 1881 jekaterynosławskiego gimnazjum realnego rozpoczął studia w Petersburgu. W 1886 otrzymał dyplom ukończenia, pracował jako technik w urzędzie ziemskim w Jekaterynosławiu, był autorem licznych projektów na prywatne zamówienia.

## Dorobek architektoniczny
Był autorem wielu projektów dotyczących budowy i przebudowy obiektów urbanistycznych, dróg, mostów. W latach 1857–1861 opracował trzy adaptacje zabudowań po fabryce sukna na koszary garnizonowe. Z powodu niskiego poziomu proponowanych rozwiązań żadne rozwiązanie nie zostało zastosowane. Brak doświadczenia widać również w projekcie budynku kościoła w Jekaterynosławiu, posiadał on chaotyczną dekorację neogotycką i liczne wady konstrukcyjne.